# Castillo de Osma
El castillo de Osma se encuentra muy próximo a Osma y a poco más de un km al suroeste de El Burgo de Osma, en la provincia de Soria. El castillo se asienta sobre un cerro entre los ríos Ucero y Abión, en las cercanías de la ciudad romana de Uxama Argaela. Se puede acceder a él desde cualquiera de las dos poblaciones por la carretera SO-160 en dirección a El Enebral, o bien por la carretera SO-180 en dirección a La Rasa.
Entre 2016 y 2020 se consolidó y restauró además de incorporar señalización informativa explicando los distintos puntos clave y pasarelas para facilitar la movilidad y comprensión del recinto.

## Historia

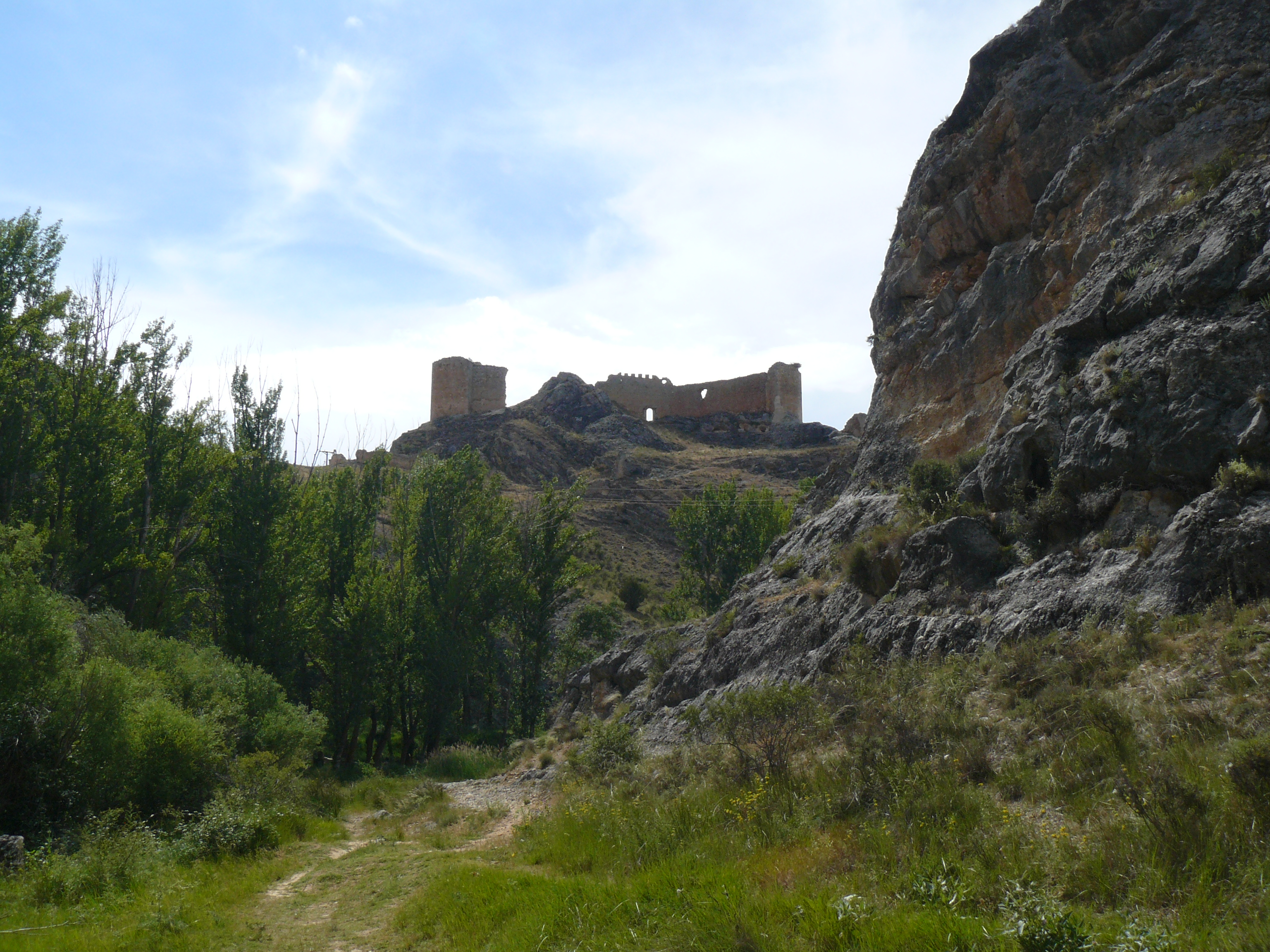
El castillo desde el desfiladero del río Abión, a espaldas de El Burgo de Osma

El origen de Osma se encuentra en la ciudad celtíbera de Uxama-Argelae, una ciudad arévaca independiente políticamente y citada por Claudio Ptolomeo, Plinio el Viejo o en el Itinerario de Antonio, lo que indica la importancia de esta ciudad que a partir del siglo II a. C. pasó a manos romanas, siendo entonces reedificada y construida la muralla sobre la anterior cerca arévaca.
Su importancia se mantuvo durante la dominación romana, llegando a acuñar moneda propia y a construir importantes infraestructuras como cisternas, tuberías y acueductos, y haciendo llegar el agua desde el nacimiento del río Ucero, situado a unos 20 kilómetros al norte (cerca de Ucero queda un tramo de 100 metros de galería, a la que llaman la Cueva de la Zorra, y que puede visitarse). Durante la época visigoda Uxama también estuvo habitada, como lo atestiguan los enterramientos y una diócesis anterior al siglo VI.
Los árabes conquistaron la ciudad y la llamaron Waxsima, y construyeron atalayas allí y en los cerros próximos. Las vías de comunicación romanas, que en la época medieval aún se conservaban, fueron importantes durante los hostigamientos de las tropas musulmanas y cristianas durante la Reconquista.
Uxama fue abandonada en la Baja Edad Media, desplazándose la población a la actual Osma, y construyendo el castillo sobre el cerro. Las murallas de Osma fueron construidas en el siglo XV por los cristianos.
El castillo de Osma fue construido entre los siglos X y XI, y modificado entre los siglos XIV y XV.
No hay argumentos historiográficos para afirmar que Fernando de Aragón acudiera al castillo de Osma y, por tanto, que fuera verídico el incidente del virote. Según esta leyenda, en la noche del 6 de octubre de 1469 llegó disfrazado de mercader para huir de la persecución del marqués de Villena y del conde de Medinaceli, el príncipe Fernando de Aragón que cruzaba Castilla para contraer secreto matrimonio con Isabel, la futura reina católica. Por no reconocerle el guardián de la puerta, le arrojó una saeta (vira) que a punto estuvo de alcanzarle y llevarse su vida.
En 2019 es restaurado.

## Descripción

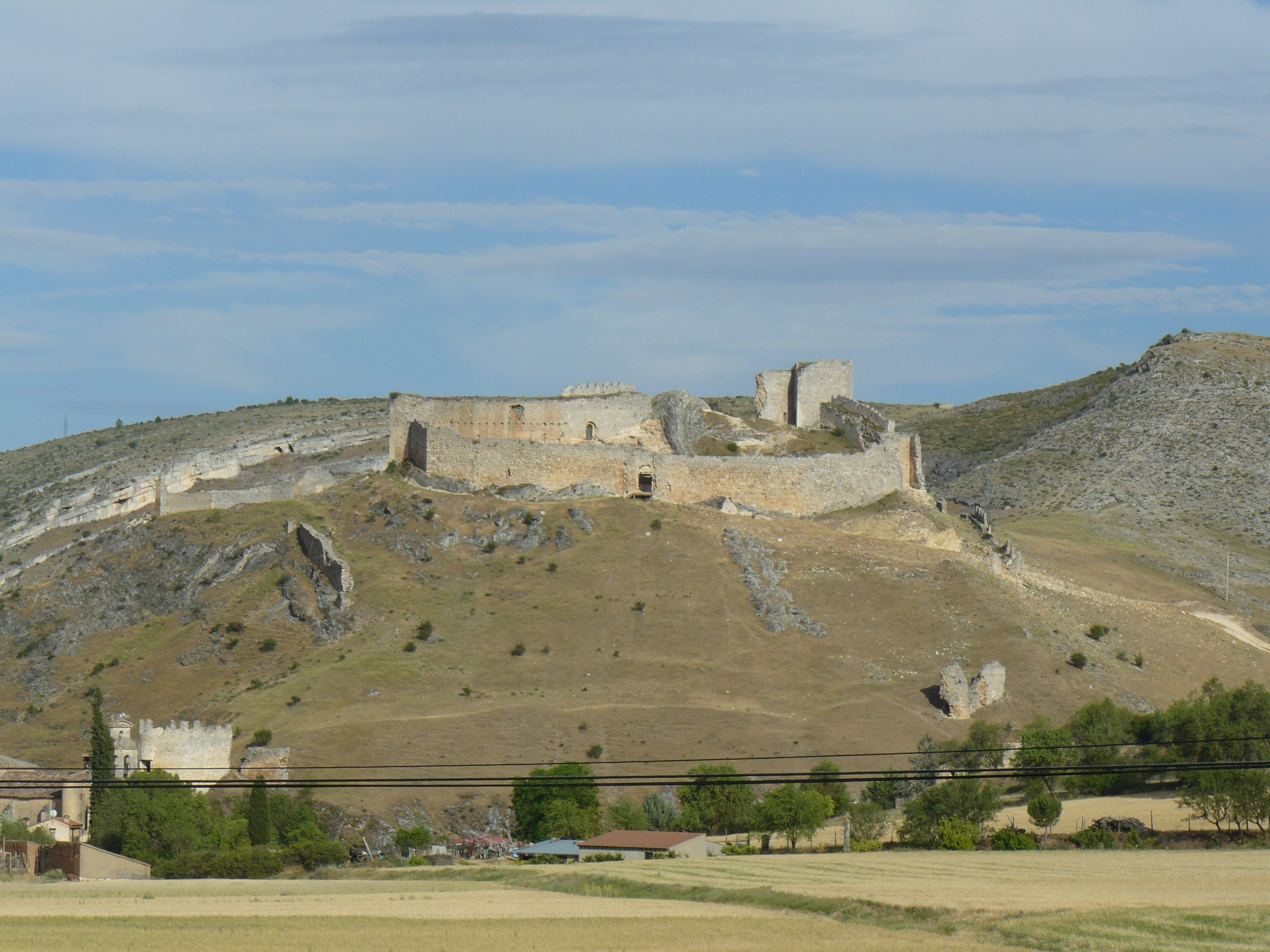
Vista del castillo desde el Noroeste.

La fortaleza de Osma tenía tres recintos amurallados de forma irregular, adaptándose al cerro donde se asentaban.
En el primer recinto, o recinto interior, destacan sus aún altos muros y la puerta de acceso, que pudo tener un arco de herradura similar al del castillo de Gormaz. En los extremos del lado este de este recinto se disponen dos torres, una la del Homenaje, y de la otra de donde parte el segundo recinto.
Del segundo recinto, que rodeaba al primero, apenas quedan restos, lo mismo que del tercero, siendo el resto más destacado de este último la torre del Agua, situada en el extremo norte. La torre del Agua se encuentra en la base del cerro, junto al río Ucero, y protegía tanto el acceso al puente como la recogida de agua.
La fortaleza se encontraba rodeada de atalayas situadas a mayor cota que él, como las de Uxama, Valdenarro y Lomero, con las que se comunicaba visualmente.
El castillo fue construido en mampostería y sillarejo, y se aprovecharon también distintos elementos y materiales de origen romano, como sillares, cornisas, columnas, etc., especialmente en la torre del Agua.